# Biblioteca Carnegie de Reims
Biblioteca Carnegie de Reims ( en francés : Bibliothèque Carnegie de Reims ) es una biblioteca pública construida con dinero donado por el empresario y filántropo Andrew Carnegie a la ciudad de Reims después de la Primera Guerra Mundial . Reims fue una de las tres ciudades de "primera línea" que recibió una biblioteca Carnegie, las otras dos fueron Lovaina y Belgrado (Biblioteca de la Universidad de Belgrado ). Construida en la década de 1920, combinó la misión de conservación del patrimonio y de biblioteca pública de lectura. Hasta 2003, la Biblioteca Carnegie fue la biblioteca principal de Reims.
La decoración Art déco de la Biblioteca Carnegie, la armonía de sus proporciones, la elegancia de su arquitectura la hicieron digna de ser incluida en el inventario francés de Monuments historiques.